# Limnius stygius
Limnius stygius là một loài bọ cánh cứng trong họ Elmidae. Loài này được Hernando, Aguilera & Ribera miêu tả khoa học năm 2001.